# إم في أجيوس جورجيوس
إم في أجيوس جورجيوس (بالإنجليزية: MV Agios Georgios) كانت عبّارة ركاب بُنيت عام 1972 في اليابان، وقد حملت عدة أسماء خلال فترة خدمتها، من بينها Hakata وIonian Express وExpress Samina.

## التاريخ
بدأت السفينة خدمتها في اليابان تحت اسم Hakata، حيث استُخدمت في نقل الركاب والبضائع بين الجزر اليابانية. لاحقًا تم بيعها إلى شركة يونانية وغيرت اسمها عدة مرات خلال تنقلها بين شركات ملاحية مختلفة.
عُرفت لفترة تحت اسم إكسبرس سامينا (Express Samina)، وهو الاسم الذي ارتبط بكارثة بحرية كبيرة وقعت في عام 2000 (ولكن تلك السفينة التي غرقت كانت سفينة أخرى بنفس الاسم، من فئة مختلفة).
في السنوات الأخيرة من عمرها، حملت اسم أجيوس جورجيوس (Agios Georgios) وكانت مملوكة لشركة Ventouris Sea Lines اليونانية، حيث استخدمت لنقل الركاب بين الجزر اليونانية.

## الغرق
في أبريل 2016، تعرضت السفينة لحادث غرق جزئي أثناء رسوها في ميناء بيريوس باليونان. حيث انقلبت على أحد جوانبها وغمرتها المياه جزئيًا. لم تكن السفينة في الخدمة النشطة لحظة الحادث، وبالتالي لم يُسجل وقوع ضحايا.

## الوضع الحالي
بعد الحادث، بقيت السفينة مقلوبة وجزء منها مغمورًا في المياه لعدة أشهر، مما أثار انتقادات بيئية وتنظيمية، خصوصًا أنها كانت قريبة من منطقة مزدحمة بمرافئ الركاب والسفن السياحية. وفي وقت لاحق، تم العمل على إزالة الحطام من الميناء.